# Rue Ernest-Roche
La rue Ernest-Roche est une voie du 17e arrondissement de Paris, en France.

## Situation et accès
La rue Ernest-Roche est une voie publique située dans le 17e arrondissement de Paris. Elle débute au 2, rue du Docteur-Paul-Brousse et se termine au 75, rue Pouchet.

## Origine du nom

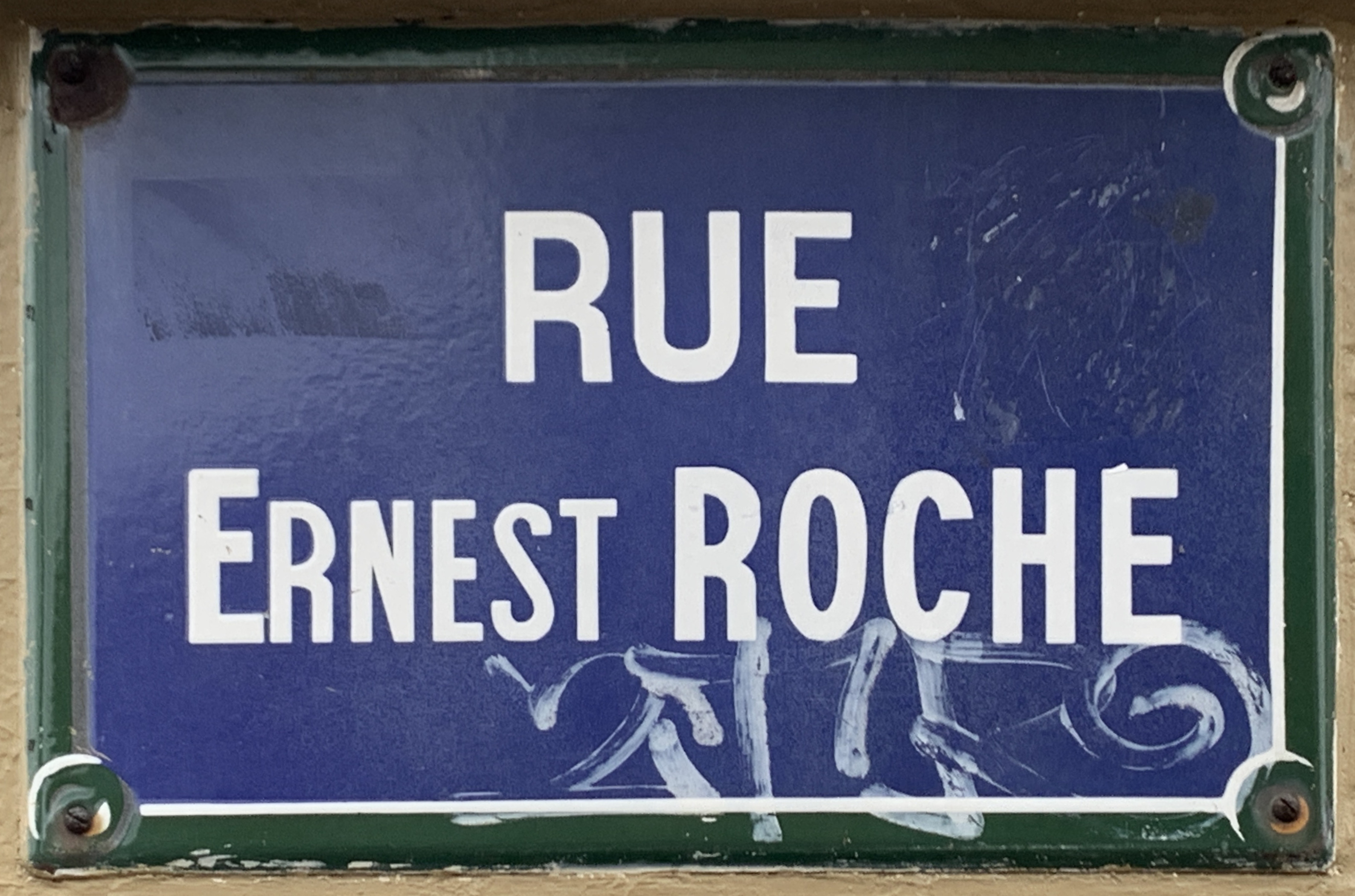
Plaque de la rue.

La rue a été nommée en l'honneur d'Ernest Roche (1850-1914), conseiller municipal du 17e arrondissement.